# TurboLinux
TurboLinux是一個Linux發行版本。其主要市場為採用可变宽度编码的亞洲市場，如日本、中國大陸和韓國。

## 背景
TurboLinux公司由克里夫·米勒和艾里什·米勒兄弟於1992年成立於美國猶他州桑迪市，原名Pacific HiTech。1999年6月，Pacific HiTech為讓用戶能夠更好地識別其旗艦產品，遂更名為TurboLinux。
2000年7月，米勒兄弟因與公司的與創投家產生重大分歧，被公司以“無原因”為由終止關係。在此之後，TurboLinux公司經歷了幾輪裁員，最終於2002年9月將其品牌名稱與發行版本出售給日本軟件公司SRA。其位於加州布里斯班市的總部被迫關閉。所有運營業務轉移至日本東京都澀谷區。
2002年，TurboLinux正式加入United Linux聯盟。
2005年9月，TurboLinux在大阪證券交易所正式公開上市。由日經花旗證券集團、活力門證券股份有限公司與瑞穗金融集團承保。

## 軟體
早期版本的TurboLinux基於2.6版本的Linux內核，現今則主要從Red Hat發行版衍生而成。由於Ubuntu、Fedora和CentOS等知名Linux發行版得天獨厚的優勢，TurboLinux的使用率相對低迷。
早期版本的TurboLinux曾經包含專有組件，但在之後的版本中被分離出去並專門設立非自由軟體倉庫。早期版本的TurboLinux採用由Anaconda衍生的Mongoose安裝程式，之後的版本則直接採用Anaconda安裝程式。
由於商標許可的緣故，Firefox 3.0衍生的Turbolinux WebNavi被設定為TurboLinux的缺省網頁瀏覽器，媒體播放器則為Kaffein衍生的媒體播放器（支持Windows Media媒體格式，但不支持DVD和DRM）。TurboLinux同時也擁有自己的硬盤分區工具TFDisk。

## 教育培訓中心
Turbolinux在中國大陸專設有Linux教育培訓中心，正式命名為“拓林思 (中國) 教育培訓中心”，是中國大陸首家正式開展Linux培訓的機構。該機構聲稱曾為IBM、惠普、戴爾、英特爾、聯想、宏碁、浪潮、曙光、搜狐等IT企業培養大批Linux技術人才，並向中國大陸的各機關部門及公司（如中國氣象局、國家質檢總局、鐵道部、中國石油化工集團、中國人民銀行、中國工商銀行、中國農業銀行、中國電信、中興通訊等）提供專業的企業定製培訓。